# Elinostola
Elinostola is een geslacht van vlinders van de familie zakjesdragers (Psychidae).

## Soorten
- E. agriodes Meyrick, 1921
- E. hyalina Turner, 1947
- E. hypomela Meyrick & Lower, 1907
- E. panagria Meyrick, 1920